# Рьёперу
Рьёперу́ (фр. Rieupeyroux, окс. Riupeirós) — коммуна во Франции, находится в регионе Окситания. Департамент — Аверон. Административный центр кантона Рьёперу. Округ коммуны — Вильфранш-де-Руэрг.
Код INSEE коммуны — 12198.
Коммуна расположена приблизительно в 510 км к югу от Парижа, в 105 км северо-восточнее Тулузы, в 28 км к западу от Родеза.

## Население
Население коммуны на 2008 год составляло 2078 человек.
| 1962 | 1968 | 1975 | 1982 | 1990 | 1999 | 2008 |
| ---- | ---- | ---- | ---- | ---- | ---- | ---- |
| 2401 | 2492 | 2524 | 2556 | 2348 | 2157 | 2078 |

## Администрация
| Период | Период | Фамилия         | Партия | Примечания |
| ------ | ------ | --------------- | ------ | ---------- |
| 1995   | 2001   | Жильбер Алозе   |        |            |
| 2001   | 2008   | Жан-Пьер Беллок |        | врач       |
| 2008   |        | Мишель Сулье    |        |            |

## Экономика
В 2007 году среди 1154 человек в трудоспособном возрасте (15—64 лет) 855 были экономически активными, 299 — неактивными (показатель активности — 74,1 %, в 1999 году было 68,5 %). Из 855 активных работали 785 человек (436 мужчин и 349 женщин), безработных было 70 (39 мужчин и 31 женщина). Среди 299 неактивных 74 человека были учениками или студентами, 143 — пенсионерами, 82 были неактивными по другим причинам.

## Достопримечательности
- Церковь Сен-Марсьяль (XIII век). Памятник истории с 1923 года[3]

## Фотогалерея

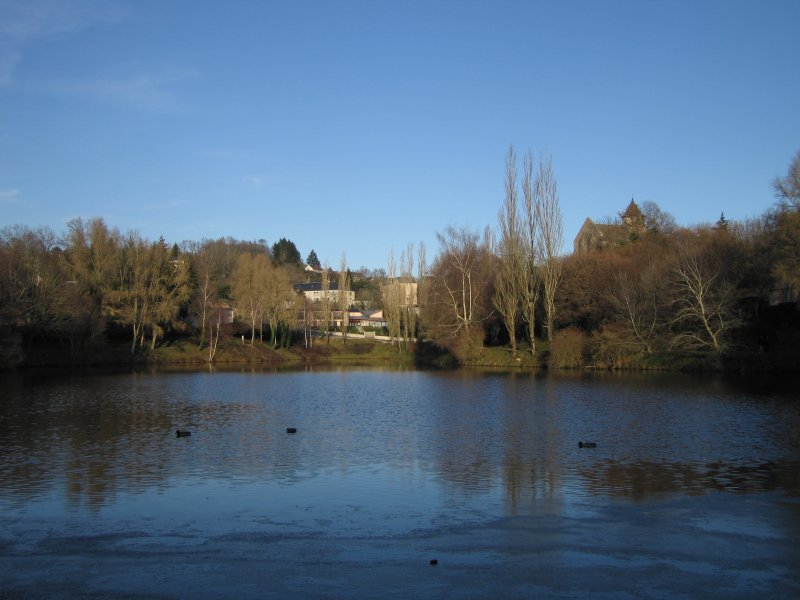
Рьёперу
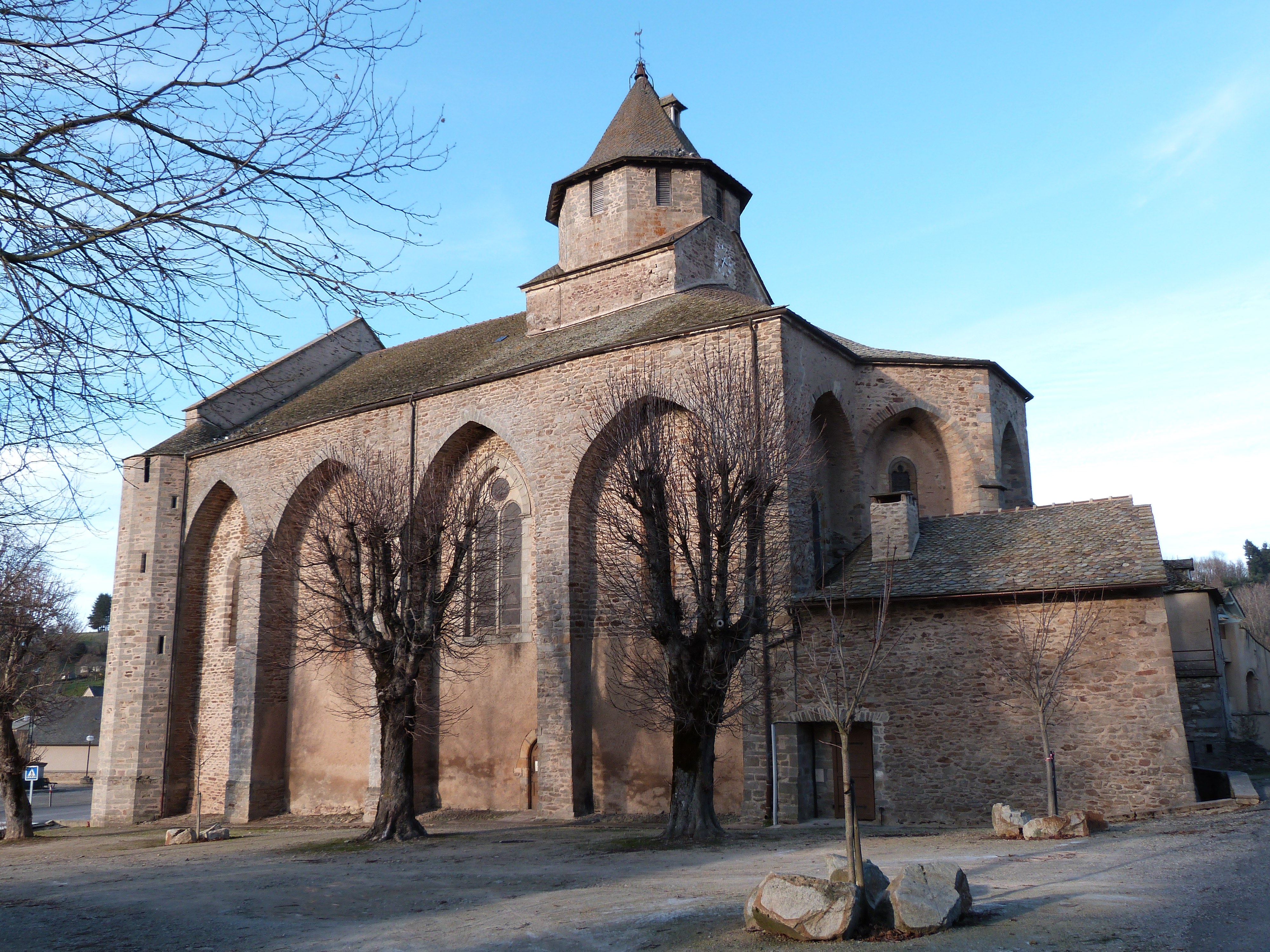
Церковь Сен-Марсьяль
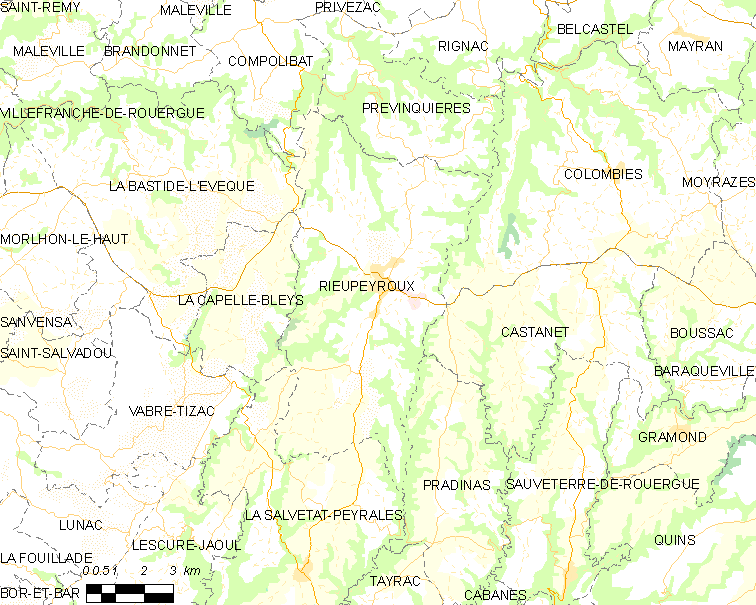
Карта коммуны